# La peccatrice di San Francisco
La peccatrice di San Francisco (The San Francisco Story) è un film del 1952 diretto da Robert Parrish.
È un western statunitense con Joel McCrea, Yvonne De Carlo, Sidney Blackmer e Richard Erdman. È basato sul romanzo del 1949 Vigilante di Richard Summers. È ambientato nel contesto delle vicende relative ai cosiddetti San Francisco Vigilantes, ronde di cittadini privati formatesi a San Francisco per contrastare le organizzazioni criminali dei fuorilegge (che si diffusero nella città a macchia d'olio a metà del 1800) e per stanare, processare ed incarcerare i criminali.

## Trama
San Francisco, 1859. Rick Nelson, dopo anni di assenza, torna nella città di nuovo preda della criminalità e della corruzione e viene convinto dal suo vecchio amico Jim Martin a tornare a fare parte dei vigilantes, cittadini onesti che cercano di porre un freno al malaffare.
Peccato che l'uomo si innamori di Adelaide McCall, amante del politico corrotto Andrew Cain.

## Produzione
Il film, diretto da Robert Parrish su una sceneggiatura di D.D. Beauchamp e William Bowers e un soggetto di Richard Summers (autore del romanzo), fu prodotto da Howard Welsch per la Fidelity-Vogue Pictures e girato nei Motion Picture Center Studios a Hollywood, Los Angeles, California, da inizio ottobre all'inizio di novembre 1951.

## Distribuzione
Il film fu distribuito con il titolo The San Francisco Story negli Stati Uniti dal 17 maggio 1952 al cinema dalla Warner Bros.
Altre distribuzioni:
- in Finlandia il 19 settembre 1952 (Uhkapeliä Friscossa)
- in Germania Ovest il 19 settembre 1952 (Menschenjagd in San Francisco)
- in Svezia il 26 settembre 1952 (Shanghajad i Frisco)
- in Danimarca il 23 febbraio 1953 (Shanghajet i Frisco)
- in Austria nel marzo del 1953 (Menschenjagd in San Francisco)
- in Francia l'11 novembre 1953 (La madone du désir)
- in Turchia nel dicembre del 1953 (San Fransisko Alevler Içinde)
- in Belgio (De schone van San Francisco)
- in Belgio (La belle de San Francisco)
- in Brasile (Pecadores de San Francisco)
- in Spagna (Historia de San Francisco)
- in Grecia (I vasilissa ton amartolon)
- in Italia (La peccatrice di San Francisco)

## Critica
Secondo il Morandini il film è "una specie di western metropolitano di colorita efficacia" chi può vantare un cast e una fotografia che si rivelerebbero ottimi.

## Promozione
Le tagline sono:
- When Frisco Was A Brawling, Sprawling Hill-City Of Sin!
- Where the Doomed, the Damned and the Daring poured through the sprawling, brawling Gateway to Gold!
- Between the Sea and the Sierras Stood the Sin-Strewn Gateway to Gold!